# Gregg L. Semenza

Gregg Leonard Semenza, ameriški genetik, pediater in akademik, nobelovec, * 12. julij 1956, New York, Združene države Amerike.
Znan je predvsem kot odkritelj prepisovalnega dejavnika HIF-1, ki regulira odziv na prisotnost kisika v celi vrsti bioloških procesov pri človeku, vključno z bolezenskimi, kar je odprlo številne možnosti razvoja terapij, v širšem smislu pa močno izboljšalo razumevanje celičnega odziva na prisotnost kisika. Za to odkritje in nadaljnje raziskave si je z Williamom Kaelinom in Petrom J. Ratcliffom, ki sta razvozlala nekaj glavnih mehanizmov delovanja, leta 2019 razdelil Nobelovo nagrado za fiziologijo ali medicino. Deluje kot profesor medicinske genetike na Univerzi Johnsa Hopkinsa.

## Življenje
Odraščal je s štirimi brati in sestrami v enem od severnih predmestij New Yorka. Oče je bil psihoterapevt, mati pa učiteljica. Za biologijo ga je navdušila osnovnošolska učiteljica, zato je po srednji šoli vpisal študij na Univerzi Harvard, saj je hotel postati genetik. Med študijem se je družinskim prijateljem rodil otrok z Downovim sindromom, kar ga je spodbudilo, da je začel razmišljati o medicinski genetiki in se usmeril v podiplomski študij medicine. Že kot študent na prvi stopnji je delal pri genetiku Parku Geraldu v pediatrični bolnišnici Boston, kjer je mapiral gene na 21. kromosomu, ki je pri ljudeh z Downovim sindromom prisoten v treh kopijah, po diplomi pa je vpisal študij na kombiniranem programu za pridobitev nazivov doktorja znanosti in doktorja medicine na Univerzi Pensilvanije. Za doktorat je izvedel raziskavo genetike dedne talasemije beta, opravil specializacijo iz pediatrije v univerzitetni bolnišnici Univerze Duke in sprejel položaj podoktorskega raziskovalca na Univerzi Johnsa Hopkinsa, kjer je ostal vso svojo kariero.
Kot podoktorski raziskovalec pri Haigu Kazazianu in Stylianosu Antonarakiju se je usmeril v študij mutacij, ki povzročajo okvare strjevanja krvi, ki vodijo v hemofilijo. Predlagal je raziskovalni projekt, v katerem naj bi vzgojili transgene miši z vstavljenim okvarjenim človeškim genom za enega od dejavnikov strjevanja krvi, takrat novo tehniko preučevanja funkcij genov. Ključni prelom v njegovi karieri se je zgodil, ko mu je podjetje, ki je kloniralo ta gen, poslalo še gen za eritropoetin, če bi ga morebiti zanimal. Eritropoetin (EPO) je hormon, ki spodbuja nastajanje eritrocitov, in ko sta s sodelavcem Johnom Gearhartom vzgojila miši z vstavljenim človeškim genom zanj, sta ugotovila, da so tudi miši izražale povečano koncentracijo eritrocitov. V tem času, konec 1980. let, je  dobil dva velika raziskovalna projekta še preden je postal predavatelj – najprej financiranje Nacionalnih inštitutov za zdravje, ki so ravno takrat objavili poziv za projekte preučevanja regulacije izražanja EPO, in kmalu za tem še financiranje dobrodelne organizacije Lucille P. Markey Charitable Trust.
Takrat je že bilo znano, da hipoksični pogoji spodbujajo tvorjenje EPO, zato se je lotil iskanja genetskih dejavnikov, prek katerih kisik vpliva na izražanje gena za EPO. Najprej je identificiral kontrolno regijo v genomu, nato pa je iskal prepisovalni dejavnik, ki z vezavo na to kontrolno regijo sproži gensko prepisovanje. Naloga je bila težavna, saj na vezavo beljakovinskih prepisovalnih dejavnikov na DNA vplivajo mnogi okoljski dejavniki. Po več neuspešnih poskusih v kulturah transgenih celic sta s sodelavcem Guangom Wangom našla sled prave beljakovine, ki sta jo poimenovala HIF-1 (Hypoxia-inducible factor 1). Odkritje z opisom beljakovine, ki množično nastaja v hipoksičnih pogojih, je bilo objavljeno leta 1995.
Kasnejše raziskave pod njegovim vodstvom so pokazale, da HIF-1 poleg sinteze EPO sproža izražanje vrste drugih prepisovalnih dejavnikov, kot je VEGF, ki stimulira angiogenezo. To je posebej pomembno pri nastanku kardiovaskularnega sistema med embrionalnim razvojem, pa tudi pri vzdrževanju homeostaze in, po drugi strani, pri rasti tumorjev – izkazalo se je, da rakaste celice tvorijo več HIF-1 kot običajno in s tem spodbudijo rast krvnih žil proti sebi. Semenzova skupina je med drugim razkrivala mehanizme regulacije izražanja in razgradnje HIF-1 v celicah, iskala učinkovine, ki inhibirajo HIF-1 v rakavih celicah (med obetavnejšimi je digoksin) in odkrila, da se s staranjem manjša sinteza HIF-1, kar negativno vpliva na sposobnost okrevanja po periferni arterijski bolezni ali ishemiji.
Semenza zdaj deluje kot profesor medicinske genetike in ustanovni direktor programa za krvožilje na Inštitutu za celično inženirstvo Univerze Johnsa Hopkinsa. Poročen je z Lauro Kasch-Semenza, ki prav tako deluje kot raziskovalka na isti univerzi.

## Priznanja
Okrog odkritja HIF-1 je nastalo živahno raziskovalno področje, vključno s komercialnim razvojem učinkovin, ki bi inhibirala HIF-1 v rakavih celicah ali ga spodbujala pri anemičnih bolnikih in, bolj sporno, za doping športnikov. Kmalu so sledila priznanja, tako je bil Semenza leta 2008 sprejet za člana Nacionalne akademije znanosti ZDA, prejel pa je tudi več drugih nagrad. S Kaelinom in Ratcliffom, ki sta neodvisno od njega raziskovala mehanizme regulacije HIF-1, je leta 2016 prejel nagrado Alberta Laskerja za temeljne medicinske raziskave in leta 2019 še Nobelovo nagrado za fiziologijo ali medicino.